# 清水川 (注入黄河)

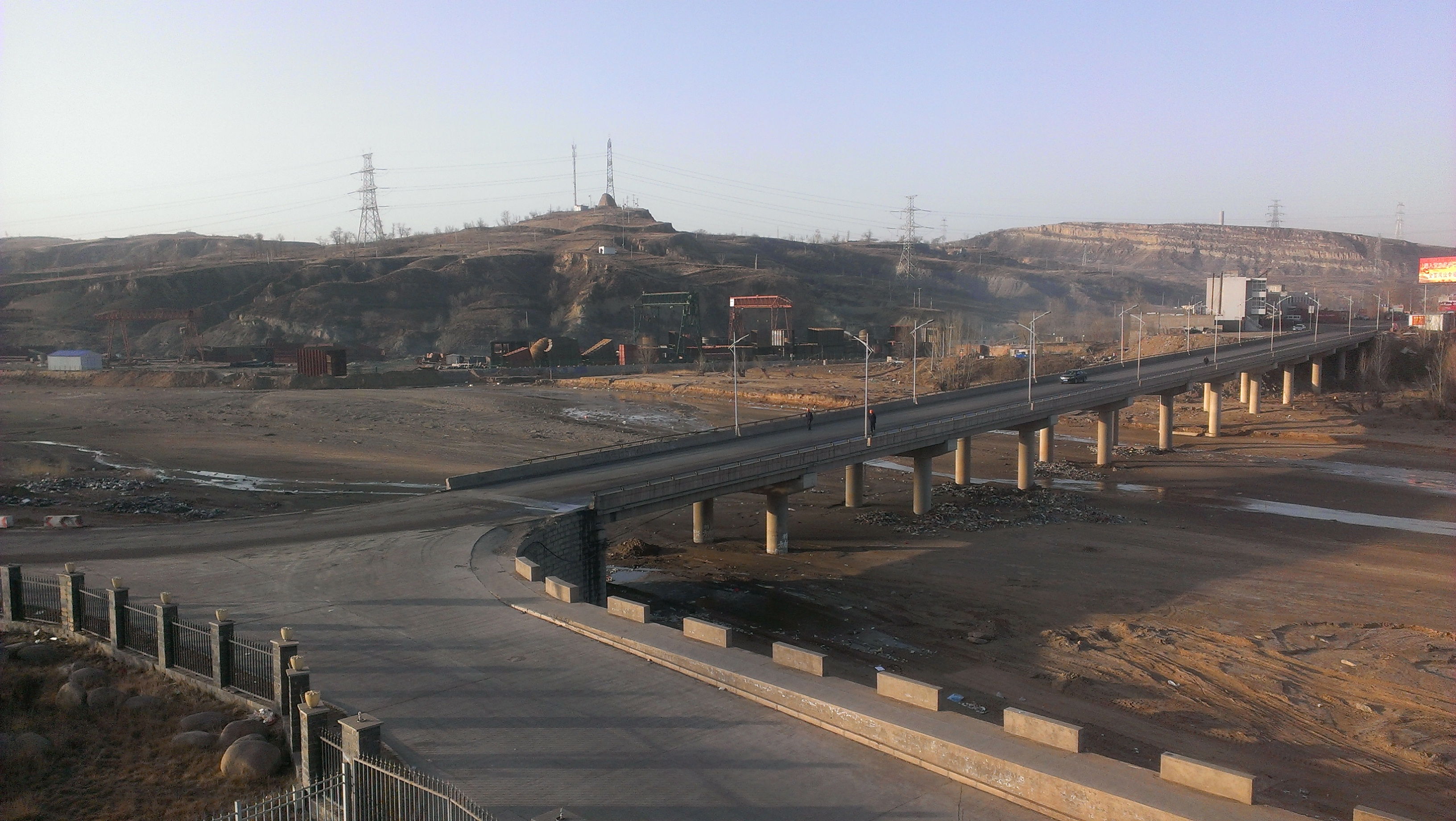
清水川下游河段。

清水川，位于中国西北地区的一条河流，为黄河右岸支流，发源于内蒙古自治区鄂尔多斯市准格尔旗纳日松镇大路峁村，自西北向东南，流经陕西省府谷县哈镇和清水镇，于清水镇沙尧则村汇入黄河。全长77千米，流域面积883平方千米。年均径流量0.52亿立方米，年均输沙量1080万吨。